# Georg Joseph Gruber
Georg Joseph Gruber (* 22. Dezember 1773 in Stapfenheim (vermutlich Stopfenheim); † 12. September 1819 in Eichstätt) war ein deutscher Kaufmann, Gastwirt und Politiker.

## Leben

### Familie
Georg Joseph Gruber wurde als Sohn eines Maurermeisters in dem Flecken Stapfenheim geboren, das zum Deutschen Orden gehörte. Seine Mutter Marianne (geb. Baumgärtner) verlor er bereits im Säuglingsalter; er hatte noch sechs Geschwister.
Er war mit Marianne (geb. Krenner), Tochter eines Eisenhändlers aus München, verheiratet und hatte vier Kinder.

### Werdegang
Georg Joseph Gruber wurde, gemeinsam mit seinen Geschwistern, nach dem Tod seiner Mutter von ihrer Schwester, der Händlerin Katharina Baumgärtner aufgezogen. Diese nahm ihn im Alter von neun Jahren 1782 mit auf eine Handelsreise über Wien nach Ungarn. Nach der Reise kam er zum weiteren Schulbesuch in ein akademisches Schulhaus (heute Willibald-Gymnasium) nach Eichstätt.
Nach dem Schulbesuch wurde er in München im Handelswesen ausgebildet; in der Folge unterstützte er seine Tante bei ihrem Geschäft und unternahm die langen Reisen nach Wien und Ungarn.
Er war als Kaufmann und Gastwirt in Eichstätt tätig und war seit 1807 der Besitzer des Gasthofs Blaue Traube (andere Quelle Zur Goldenen Traube). Anfang des 19. Jahrhunderts Besitzer erwarb er das Palais Ulmer Hof, in dem sich heute die katholische theologische Teilbibliothek der Universitätsbibliothek Eichstätt befindet.
Er war seit dem 10. Dezember 1807 als gewählter Major Kommandant des Bürger-Militär-Bataillons (später Landwehr-Bataillon) in Eichstätt. In seiner Eigenschaft als Kommandant bat er den Eichstätter Bischof Joseph von Stubenberg um finanzielle Unterstützung und dieser gewährte der Ökonomie-Kasse 1.000 Gulden, die zur militärischen Ausstattung der ärmeren Bürger genutzt wurden.
1818 wurde er zum Bürgermeister gewählt; zuvor war seine Wahl zum und Munizipalrat erfolgt.
Er vertrat seit 1819 in der 1. Wahlperiode den Wahlkreis Regenkreis in der Kammer der Abgeordneten im 1. Landtag und saß im Ausschuss für die Gesetzgebung; sein Nachfolger im Landtag wurde Ernst Christian Fallot (1784–1826).